# Font de la plaça de Pau Castellví
La Font de la plaça de Pau Castellví és una font dels Guiamets (Priorat) protegida com a Bé Cultural d'Interès Local.

## Descripció
Font situada al centre de la plaça de Pau Castellví. Construcció de maons d'obra vista i elements de pedra de planta rectangular i una altura aproximada de 3,3 m. Disposa d'un abeurador a cada costat i de sengles aixetes situades als dos frontals. Les piques i els abeuradors són de pedra. Les aixetes sóm emmarcades per tres arcs cecs modelats pels maons i inserits dins un arc parabòlic.

## Història
Fins al 1911 el poble anava a buscar aigua a la font del barranc de Marmellans, a 2 km de la població. Fou gràcies a l'interès d'en Pau Castellví que aquell any es dugué l'aigua al poble, cedida d'un pou que posseïa a 5 km del poble. Encarregada la construcció, aquesta font s'inaugurà el dia 19 d'agost de 1911.